# بیلبورد هات ۱۰۰

بیلبورد هات ۱۰۰ (به انگلیسی: Billboard Hot 100) نوعی جدول و استاندارد موسیقی است برای سنجش میزان محبوبیّت تک‌آهنگ‌ها در ایالات متحده آمریکا. معیار گزینش این جدول، میزان فروش و پخش تک‌آهنگ‌ها در پلتفرم ها است. جدول بیلبورد هات ۱۰۰ به صورت هفتگی تنظیم می‌شود؛ بدین گونه که از دوشنبه آغاز و به یکشنبه ختم می‌شود و در طول این مدت میزان فروش و پخش تک‌آهنگ‌ها سنجیده شده و در جدولی چیده می‌شوند. جدول مرتب شده توسط مجله بیلبورد در روز پنجشنبهٔ آتی در دسترس عموم قرار می‌گیرد.
اولین تک‌آهنگی که در این جدول به مقام نخست دست یافته‌است، موسیقی «احمق کوچولوی بیچاره» از ریکی نلسون در ۴ اوت ۱۹۵۸ بوده‌است.

## پیشینه
جدول بیلبورد ۱۰۰ تای برتر امروزی در مدت ۵۰ سال به شکل جدول‌های گوناگونی منتشر می‌شده‌است، جدول‌ها در نواحی گوناگون ترانه‌های محبوب را دسته‌بندی و رده‌بندی می‌کردند. در میان دهه‌های ۵۰ و ۶۰ تک‌آهنگ‌های مشهور در سه جدول به شرح زیر مرتب می‌شدند:
- بهترین فروش در فروشگاه‌ها
- بیشترین اجراها در رادیوها
- بیشترین اجراها در جاک‌بوکس‌ها

اگرچه که هر سه جدول به یک اندازه مهم تصور می‌شدند، ولی در واقع این جدول بهترین فروش در فروشگاه‌ها بود که بیشتر مورد مرجعیّت قرار می‌گرفت.
سرانجام بیلبورد تصمیم گرفت تا جدول چهارمی را منتشر کند که از ترکیب معیارهای هر سه جدول پیشین تشکیل می‌شد، اگرچه که معیار میزان فروش نسبت به دیگر معیارها از ارجحیت بیشتری برخوردار بود. در ۱۲ نوامبر ۱۹۵۵ بیلبورد جدول تاپ ۱۰۰ را برای نخستین بار منتشر نمود. سه جدول پیشین نیز به همراه تاپ ۱۰۰ به صورت یکجا منتشر می‌شدند.
در ۱۷ ژوئن ۱۹۵۷ بیلبورد انتشار جدول بیشترین اجراها در جاک‌بوکس‌ها را پایان داد و دلیل آن کاهش میزان محبوبیت جاک‌بوکس‌ها نسبت به رادیو بود. ۲۸ ژوئیه ۱۹۵۸ تاریخ انتشار آخرین شماره جدول‌های بیشترین اجراها در جاک‌بوکس‌ها و تاپ ۱۰۰ بود.
در ۱۴ اوت ۱۹۵۸، بیلبورد تصمیم گرفت تا تنها یک جدول را برای همه تک‌آهنگ‌ها تنظیم کند، جدولی که عنوان هات ۱۰۰ را به خود اختصاص داد. جدول هات ۱۰۰ خیلی زود توانست جایگاه خود را به عنوان یک استاندارد پیدا کند و بیلبورد نیز در ۱۳ اکتبر ۱۹۵۸ به انتشار جدول بهترین فروش در فروشگاه‌ها پایان داد.
انتشار جدول هات ۱۰۰ تا به امروز ادامه یافته و همچنان معیاری است برای سنجش میزان محبوبیت ترانه‌ها در میان هواداران.